# 직할시 (중화인민공화국)
직할시(중국어: 直辖市/直轄市, 병음: zhíxiáshì)는 중화인민공화국의 최고 단위의 도시이며, 성(省)과 동격의 일급 행정구역이다. 현재 베이징시, 상하이시, 충칭시, 톈진시의 4시가 있다. 직할시는 시할구와 현을 관할한다. 충칭시에는 자치현이 설치되어 있다.
직할시는 일반적으로는 성보다 면적이 작고, 인구도 적지만, 가장 큰 충칭시는 소규모의 성보다 크고, 넓다. 지방의 성 중에는 직할시보다 인구가 적은 곳도 있다. 직할시에는 지급 행정구역이 없다.
|      |          |        |        |               |         |       |          |            |                 |            |                       |             |
| 번호 | 이름     | 간체자 | 번체자 | 병음          | 약자    | ISO   | 지리대구 | 인구       | 인구밀도 (/km2) | 면적 (km2) | 행정 구역             | 시청 소재지 |
| 1    | 베이징시 | 北京市 | 北京市 | Běijīng Shì   | 京 jīng | CN-11 | 화베이   | 15,810,000 | 941             | 16,800     | 16구                  | 둥청구      |
| 2    | 톈진시   | 天津市 | 天津市 | Tiānjīn Shì   | 津 jīn  | CN-12 | 화베이   | 11,519,000 | 980             | 11,305     | 16구                  | 허핑구      |
| 3    | 충칭시   | 重庆市 | 重慶市 | Chóngqìng Shì | 渝 yú   | CN-50 | 시난     | 31,442,300 | 382             | 82,300     | 26 구, 8 현, 4 자치현 | 위중구      |
| 4    | 상하이시 | 上海市 | 上海市 | Shànghǎi Shì  | 沪 hù   | CN-31 | 화둥     | 18,450,000 | 2,622           | 6,341      | 16구                  | 황푸구      |

## 같이 보기
- 독립시